# Ladenbergia acutifolia
Ladenbergia acutifolia  es una especie de planta con flor en la familia de las Rubiaceae.
Es endémica de Perú en Huánuco. 

## Taxonomía
Ladenbergia acutifolia fue descrita por (Ruiz & Pav.) Klotzsch y publicado en Getreue Darstell. Gew. 14(2): sub t. 15, en el año 1846.
Sinonimia
- Buena acutifolia (Ruiz & Pav.) Wedd.
- Cascarilla acutifolia (Ruiz & Pav.) Wedd.
- Cinchona acutifolia Ruiz & Pav.[3]